# Franjo Tuđmans bro
Franjo Tuđmans bro (kroatiska: Most dr. Franja Tuđmana) är en snedkabelbro för biltrafik nordväst om Dubrovnik i Kroatien. Den passerar rian Rijeka dubrovačka och leder via landsvägen D8 till Dubrovniks nordvästra infart vid Gruž. Bron är 518,23 m lång och invigdes 2002. Den är uppkallad efter Franjo Tuđman, det självständiga Kroatiens förste president.

## Historik
Planer på att uppföra en bro över Rijeka dubrovačka fanns trettio år innan dess förverkligande. 1989 inleddes arbetet med att bygga anslutande vägar till den tilltänkta bron. Det kroatiska självständighetskriget (1991-1995) och det väpnade serbisk-montenegrinska anfallet mot Dubrovnik-området skulle komma att pausa de fortsatta arbetena. Arbetena med brons uppförande återupptogs i oktober 1998. Bron stod färdig i april 2002 och den officiella invigningsceremonin hölls den 11 maj 2012. Den 21 maj 2002 öppnades bron för biltrafik.
En namnkontrovers med politiska undertoner ledde till att bron 2002-2004 kallades för både Dubrovnik-bron (Most Dubrovnik) och Franjo Tuđmans bro innan det på initiativ av de lokala myndigheterna 2004 fastslogs att brons officiella namn skulle vara Franjo Tuđmans bro.

## Trafik och kommunikationer
Franjo Tuđmans bro förbinder Dubrovnik i sydöst med Neretvadalen och Split i nordväst. Den passerar Rijeka dubrovačka, Omblas mynning i Adriatiska havet, och har förkortat den tidigare körsträckan kring viken med mer än 10 km.
Det sker ingen officiell mätning av biltrafiken över bron men det statliga företaget Hrvatske ceste (Kroatiska vägar) som ansvarar för brons underhåll presenterade 2009 en studie för en av de vägar som ansluter till bron. Studien ger därmed en indikation på frekvensen av biltrafik över bron. Uppgifterna visade att den genomsnittliga dagliga fordonstrafiken 2009 uppgick till 7 669 fordon och att motsvarande siffra för sommarsäsongen var 13 085 fordon.

## Galleri Franjo Tuđmans bro

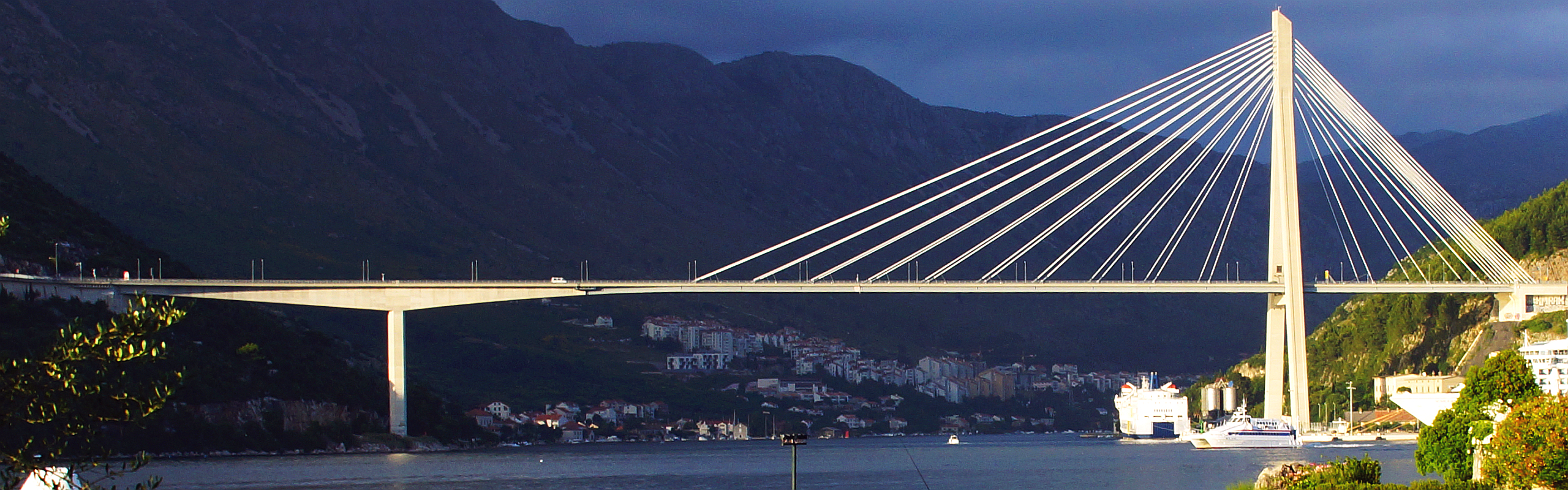
Franjo Tuđmans bro (2001/Foto 2014)